# Centro Penitenciario de Lisboa
El Centro Penitenciario de Lisboa (en portugués: Estabelecimento Prisional de Lisboa) es el nombre que recibe una instalación carcelaria localizada en el municipio de Lisboa en el país europeo de Portugal. Su capacidad le permite recibir hasta 887 reclusos y está bajo la tutela del Tribunal de Ejecución de las penas de Lisboa (Tribunal de Execução das Penas de Lisboa).